# Greatest Hits (Spice-Girls-Album)
Greatest Hits ist das erste Kompilationsalbum der britischen Popgruppe Spice Girls und zugleich das erste Album, welches die Band nach siebenjähriger Pause veröffentlichte. Das Comeback wurde von einer Welttournee begleitet. Das Album wurde weltweit im November 2007 veröffentlicht. Ausgenommen waren lediglich die USA, wo eine separate Veröffentlichung geplant war.

## Hintergrund

### Albuminformationen
Das Album wurde von der Band während einer Pressekonferenz in der Londoner O2-Arena am 28. Juni 2007 bekannt gegeben. Die Gruppe gab ihre Wiedervereinigung sieben Jahre nach ihrem letzten Studioalbum bekannt. Die Band besteht wieder aus den fünf Gründungsmitgliedern, also auch inklusive Geri Halliwell, die 1998 die Gruppe verließ.
Der Plan eines Comebacks und der Veröffentlichung eines Greatest-Hits-Albums wurde zuvor lange in den Medien diskutiert, wurde aber erstmals offiziell von Melanie B im Juni 2005 bestätigt. Direkt vor einer geplanten Reunion aufgrund von Live 8 (die jedoch niemals realisiert wurde) sagte sie: „Wir werden zurückkommen, weil wir alle es wollen. Ich weiß jede ist dafür. Es wird ein Greatest-Hits-Album geben, und wir haben jede Menge neuer Songs, die noch niemand bisher gehört hat.“

### Neues Material
Das Album wurde mit zwei neuen Liedern veröffentlicht, Headlines (Friendship Never Ends) und Voodoo, wovon ersterer im November 2007 als Single veröffentlicht wurde. Das Album wurde in verschiedenen Formaten veröffentlicht. Zum einen als reguläre CD, als Special Edition mit einer Bonus-DVD, die alle produzierten Videos enthält, sowie als eine limitierte Box, die neben CD und DVD auch eine Karaoke-DVD und eine Remix-CD enthielt.

### CD-Cover
Das Cover des Greatest Hits zeigt das vom Schmuckdesigner David Morris entworfene Logo und ist eine Hommage an das Debütalbum Spice. Morris entwarf in Anlehnung an das Cover des Debüt-Albums das Wort „SPICE“ aus Juwelen in einem Gesamtwert von 1,45 Millionen Euro. Hierbei symbolisierte jeder Buchstabe ein Mitglied der Band. Das „S“ aus Bernstein steht für „Posh Spice“ Victoria Beckham, das „P“ aus Rubin symbolisiert „Baby Spice“ Emma Bunton, das Diamanten-„I“ repräsentiert „Sporty Spice“ Melanie C, das „C“ aus Saphir gehört „Ginger Spice“ Geri Halliwell und das „E“, welches aus einem grünen Smaragd besteht, symbolisiert „Scary Spice“ Melanie B.

## Titelliste und Formate

### Standard-Edition
1. Wannabe
2. Say You’ll Be There
3. 2 Become 1
4. Mama
5. Who Do You Think You Are
6. Move Over
7. Spice Up Your Life
8. Too Much
9. Stop
10. Viva Forever
11. Let Love Lead the Way
12. Holler
13. Headlines (Friendship Never Ends)
14. Voodoo
15. Goodbye

- Zusätzliche Download-Remixe (nur bei Victoria’s Secret):

1. Wannabe (Soul Seekerz Remix)
2. Spice Up Your Life (Ralphi Rosario Remix)
3. 2 Become 1 (Georgie Porgie Remix)

### Special-Edition
- CD 1: Standard Edition (wie oben)[6]
- CD 2: DVD, enthält die Musikvideos von:

1. Wannabe
2. Say You’ll Be There
3. 2 Become 1
4. Mama
5. Who Do You Think You Are
6. Spice Up Your Life
7. Too Much
8. Stop
9. Viva Forever
10. Holler
11. Let Love Lead the Way
12. Goodbye

### Boxset
- CD 1: Standard Edition (wie oben)
- CD 2: Musikvideo-DVD (wie oben)
- CD 3: Karaoke-Kompilation:

1. Wannabe
2. Say You’ll Be There
3. 2 Become 1
4. Mama
5. Who Do You Think You Are
6. Move Over
7. Spice Up Your Life
8. Too Much
9. Stop
10. Viva Forever
11. Holler
12. Let Love Lead the Way
13. Goodbye

- CD 4: Remix-Kompilation:

1. Wannabe (Motiv 8 Vocal Slam Mix)
2. Say You’ll Be There (Junior’s Main Pass)
3. 2 Become 1 (Dave Way Remix)
4. Mama (Biffco Mix)
5. Who Do You Think You Are (Morales Club Mix)
6. Spice Up Your Life (Murk Cuba Libre Mix)
7. Too Much (SoulShock & Karlin Remix)
8. Stop (Morales Remix)
9. Viva Forever (Tony Rich Remix)
10. Holler (MAW Remix)
11. Goodbye (Orchestral Mix)

### Bonustracks
- Wannabe (Junior Vasquez Gomis Dub) – 6:38 (iTunes-Bonustrack)
- Tell Me Why (Jonathan Peters Edit) – 3:24 (iTunes-Bonustrack)
- Say You’ll Be There (Junior's X-Beats) – 6:57 (iTunes-Bonustrack)
- Girl Power Documentary (Video) – 5:26 (iTunes-Bonustrack)